# إسماعيل شاشماز
إسماعيل إيجه شاشماز (بالتركية: İsmail Ege Şaşmaz)‏  ممثل تركي من مواليد مانيسا في 23 نوفمبر عام 1993. وشقيقه الممثل آيتاش شاشماز.

## حياته الشخصية والمهنية
بدأت تجربته مع التمثيل من خلال مسرح المرحلة الثانوية في محافظة مانيسا بمسرحية باسم خدمة الطوارئ.[بحاجة لمصدر]
وهو خريج ثانوية بوليناس الأناضول المهنية الصناعية، بدأت مسيرته المهنية كممثل عام 2013، من خلال مسلسل عندا تنتظر الشمس بدور باريش.
ثم شارك عام 2015 بمسلسل عباد الشمس بدور روزغار، ومسلسل قصر العصفورة بدور تولغا.
وفي عام 2016، شارك بمسلسل العشق يحب الكذب بدور سردار، وبمسلسل الحب لا يفهم من الكلام بدور إبراهيم.
وفي عام 2017، شارك بمسلسل دورية الثانوية بدور فرات سويير.
وفي عام 2018، شارك بمسلسل كوت العمارة بدور محمد.
وفي عام 2020، شارك ببطولة مسلسل أنت اطرق بابي إلى جانب كرم بورسين وهاندا أرتشيل في دور كان.
وفي عام 2020 شارك في المسلسل التاريخي نهضة السلاجقة العظمى (بالتركية: Uyanis: Büyük Selcuklu)‏ في دور «فيصل».